# Яснотка белая
Ясно́тка бе́лая, или глуха́я крапи́ва (лат. Lámium álbum) — многолетнее травянистое растение, вид рода Яснотка (Lamium) семейства Яснотковые (Lamiaceae), или Губоцветные (Labiatae).
Своим внешним видом, особенно формой сморщенных листьев, глухая крапива очень похожа на крапиву (Urtica), но, в отличие от неё, не имеет жгучих волосков.

## Распространение и экология
Широко распространена в умеренной зоне Северного полушария: Малая, Передняя и Средняя Азия, Монголия, Китай, Япония, Корея, север Индостана, Закавказье и почти вся Европа.
В России встречается очень часто в Европейской части и на Северном Кавказе, в Сибири и на Дальнем Востоке.
Предпочитает затенённые места с достаточным увлажнением по берегам оврагов, где образует густые невысокие заросли.
Растёт в садах, огородах, на улицах, у заборов и хозяйственных построек, реже в кустарниках и лесах. Сорничает. Является кормовым растением для листоеда ясноточного.

## Ботаническое описание
Корневище ползучее, горизонтальное.
Стебли четырёхгранные, прямостоячие, до 170 см высотой, с мало опущенными длинными, отклонёнными вниз волосками.
Листья супротивные, черешковые. Черешки листьев до 10
4 см длиной (у верхушечных листьев много короче — до 1 см). Листовые пластинки яйцевидные или яйцевидно-треугольные, морщинистые, до 10 см длиной, остропильчатые. Края листьев крупной пильчатые.
Всё растение коротко опушено.
Цветки сидячие, расположены в пазухах верхних листьев в ложных мутовках. Цветки находятся в пазушных кольцах по 6-14 штук. Прицветники линейно-шиловидные, и гораздо короче чашечки. Чашечка колокольчатая, с пятью зубцами. Зубцы длиннее трубки, шиловидно заострены. Зев косой. Венчики белые. На нижней губе — зеленоватые пятна. Трубка изогнутая, в зеве расширенная. Верхняя губа шлемовидная, согнута под прямым углом. Нижняя губа обратнопочковидная. Пыльники чёрно-фиолетовые. Цветёт в Центральной России почти весь период вегетации — с апреля до октября.
Нектароносная ткань желтовато-зеленого цвета, охватывает со всех сторон основание четырех эрем.
Формула цветка:  {\displaystyle \uparrow Ca_{(5)}\;Co_{(3,2)}\;A_{4}\;G_{({\underline {2}})}}.
Плод — ценобий: дробный плод, состоящий из четырёх орешковидных частей (эремов). Эремы тёмно-серые яйцевидные с выростами. Плоды созревают в Центральной России в июне—октябре.

## Значение и применение
Глухая крапива является хорошим медоносом, в летнее время привлекая значительное количество насекомых (пчёл, шмелей, бабочек). Даёт много светлого нектара и пыльцы, но глубокое залегание нектара в сильно согнутой и выпяченной на нижней стороне трубочке венчика затрудняет работу пчёл. Медовая продуктивность в условиях Западной Сибири 127 кг/га. По другим данным медовая продуктивность на Сибири около 64 кг/га, в средней полосе до 100 кг/га. Продуктивность горной зоны Кабардино-Балкарии 150 кг/га. Сто цветков выделяют сахара с нектаром на Приамурье — 17,9 мг, на Украине — 22,1, на Ленинградской области — 16,3 мг. Достать нектар из цветка могут только шмели и пчёлы с длинным хоботком. Однако шмели часто прокусывают цветочную трубку и через этот прокус пчёлы добывают нектар. Масса пыльников одного цветка 3,9—4,8 мг, а пыльцепродуктивность 1,0—1,6 мг. Пыльца бледно-жёлтого цвета.
Цветки и листья глухой крапивы содержат слизи, дубильные вещества, сапонины, аскорбиновую кислоту.
Молодые листья можно использовать в пищу, по вкусу они напоминают шпинат.
Так же, листьями глухой крапивы можно подкармливать уток, фазанов и павлинов — для них это является лакомством.
В виде настоя цветки и листья применяются в народной медицине при кровотечениях, геморрое, циститах, уретритах, нефритах, пиелитах, экземе, крапивнице, при лечении ран. Настой цветков усиливает сокращения матки.

## Классификация

### Таксономия
Lamium album L., 1753, Sp. Pl. : 579
Вид Яснотка белая относится к роду Яснотка (Lamium) семейства Яснотковые (Lamiaceae) порядка Ясноткоцветные (Lamiales), который последовательно входит в вышестоящие клады Ламииды → Астериды → Суперастериды → Эвдикоты → Цветковые растения. Таксономическая схема в соответствии с Системой APG IV по состоянию на декабрь 2023 года:
|  |                          |  |                                   |                                   |                      |  | еще 23 семейства | еще 23 семейства |                   |  |                         |  | еще 29 подтвержденных видов и 16 видов, ожидающих подтверждения | еще 29 подтвержденных видов и 16 видов, ожидающих подтверждения |  |
|  |                          |  |                                   |                                   |                      |  | еще 23 семейства | еще 23 семейства |                   |  |                         |  | еще 29 подтвержденных видов и 16 видов, ожидающих подтверждения | еще 29 подтвержденных видов и 16 видов, ожидающих подтверждения |  |
|  |                          |  |                                   | порядок Ясноткоцветные            |                      |  |                  |                  | род Яснотка       |  |                         |  |                                                                 |                                                                 |  |
|  |                          |  |                                   | порядок Ясноткоцветные            |                      |  |                  |                  | род Яснотка       |  | 3 внутривидовых таксона |  |                                                                 |                                                                 |  |
|  | клада Цветковые растения |  |                                   |                                   | семейство Яснотковые |  |                  |                  | вид Яснотка белая |  |                         |  |                                                                 |                                                                 |  |
|  | клада Цветковые растения |  |                                   |                                   |                      |  |                  |                  |                   |  |                         |  |                                                                 |                                                                 |  |
|  |                          |  | ещё 63 порядка цветковых растений | ещё 63 порядка цветковых растений |                      |  |                  | еще 267 родов    | еще 267 родов     |  |                         |  |                                                                 |                                                                 |  |
|  |                          |  |                                   | ещё 63 порядка цветковых растений |                      |  |                  |                  | еще 267 родов     |  |                         |  |                                                                 |                                                                 |  |

### Внутривидовые таксоны
- Lamium album subsp. album
- Lamium album subsp. barbatum (Siebold & Zucc.) Mennema
- Lamium album subsp. crinitum (Montbret & Aucher ex Benth.) Mennema

### Синонимы
- Lamium album var. brachyodon Bordz.
- Lamium album var. parietariifolium (Benth.) Nyman
- Lamium album var. roseum Dumort.
- Lamium album var. viciosoi Pau
- Lamium niveum hort. ex Rchb.f.
- Lamium sempervirens Khokhr.
- Lamium vulgatum Benth.